# Fotografiemuseum Tokio

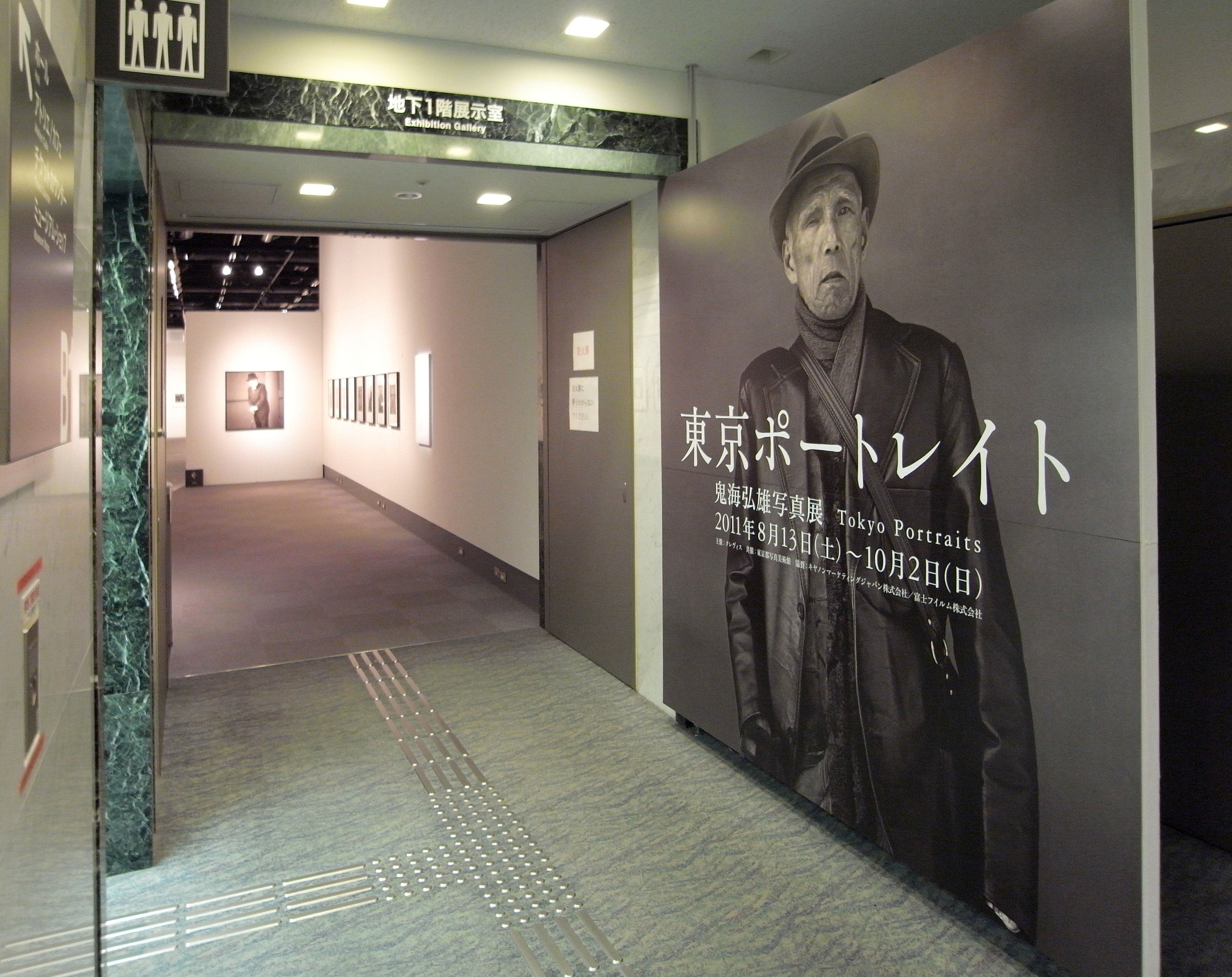
Ingang van de tentoonstelling Tokyo Portraits van de Japanese fotograaf Hiroh Kikai (1945-2020).

Het Fotografiemuseum Tokio, voorheen het Metropolitaans Fotografiemuseum van Tokio (Japans: 東京都写真美術館; Tōkyō-to Shashin Bijutsukan), is een museum dat zich concentreert op fotografie. Het bevindt zich in Meguro, op loopafstand van Ebisu-station in het zuidwesten van Tokio. Het museum heeft tevens een bioscoop.

## Achtergrond
Het museum werd in 1990 geopend in een tijdelijk gebouw en verhuisde in 1995 naar het huidige gebouw. Het was een van de eerste fotografiegalerieën in Japan. In tegenstelling tot andere musea zijn de tentoonstellingen van het Fotografiemuseum niet enkel gewijd aan een enkele fotograaf, maar worden ze ook thematisch gecureerd.
De meeste individuele tentoonstellingen gaan vergezeld van gedrukte catalogi. Zoals gebruikelijk in Japan hebben deze doorgaans geen ISBN-nummer en worden ze niet gedistribueerd zoals gewone boeken, maar is de verkoop ervan beperkt tot het museum zelf. Daarnaast heeft het museum een bibliotheek met een omvangrijke collectie fotoboeken.
Fotografen wiens werk is opgenomen in de permanente collectie zijn onder meer Yasuhiro Ishimoto, Daidō Moriyama, Nobuyoshi Araki, Hiroshi Sugimoto en vele andere grote Japanse fotografen.
Het museum was wegens renovatie gesloten van eind september 2014 tot eind augustus 2016. Sinds de heropening is er geen toegangsprijs meer voor het gebouw en de onderzoeksfaciliteiten, maar betalen bezoekers per tentoonstelling.

## Galerij

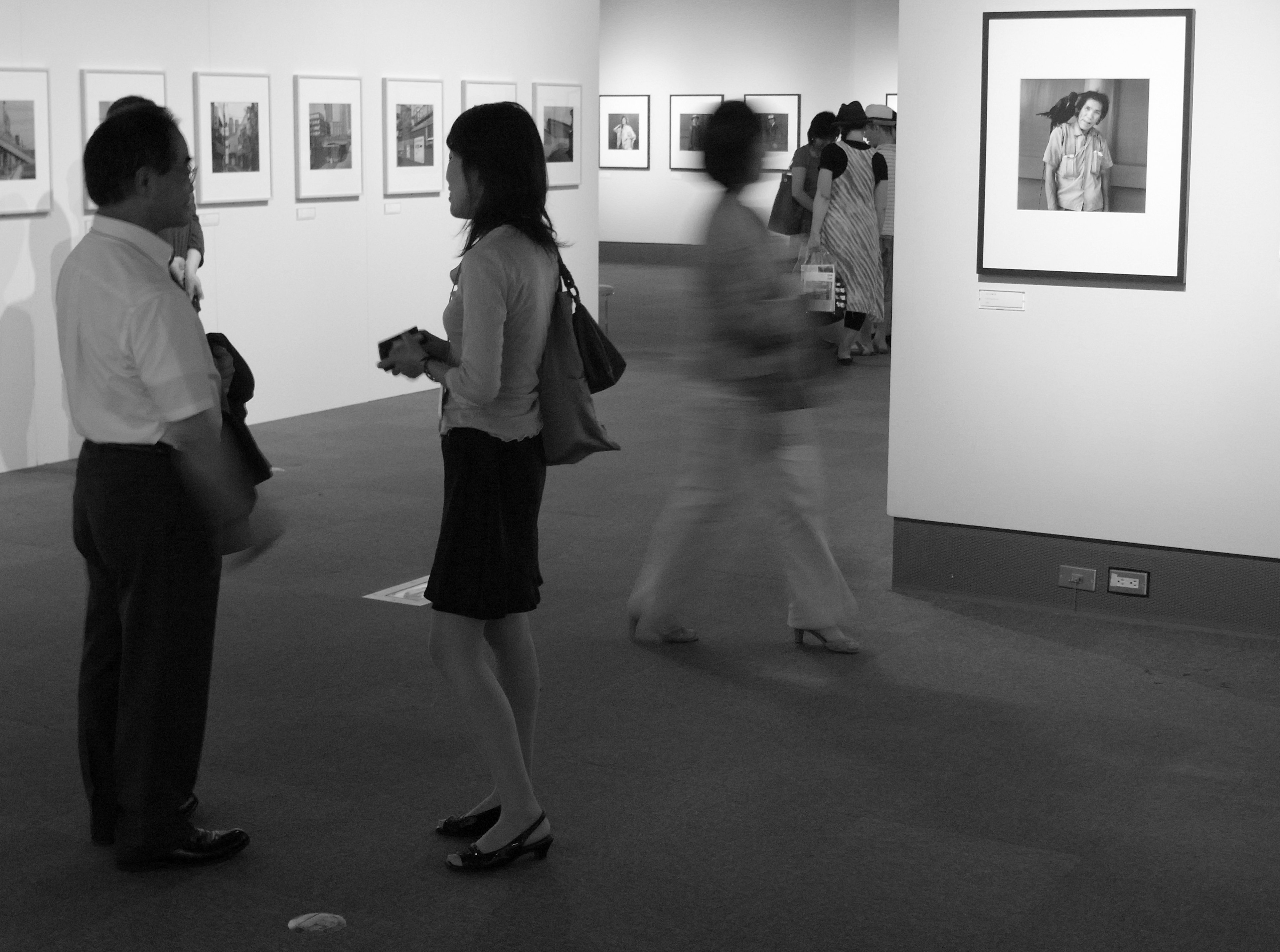
De tentoonstelling Tokyo Portraits van de Japanese fotograaf Hiroh Kikai (1945-2020).
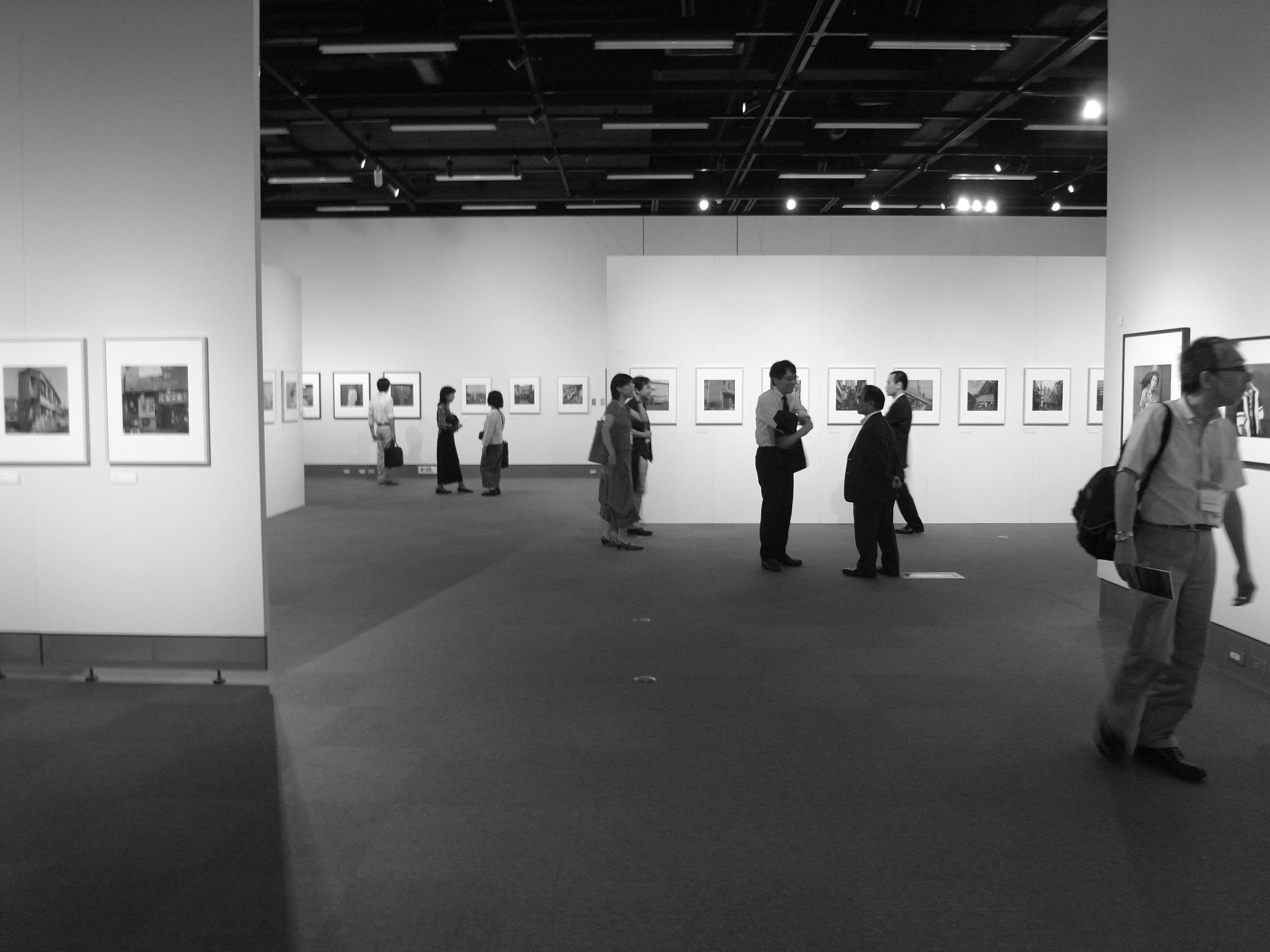
De tentoonstelling Tokyo Portraits van de Japanese fotograaf Hiroh Kikai (1945-2020).
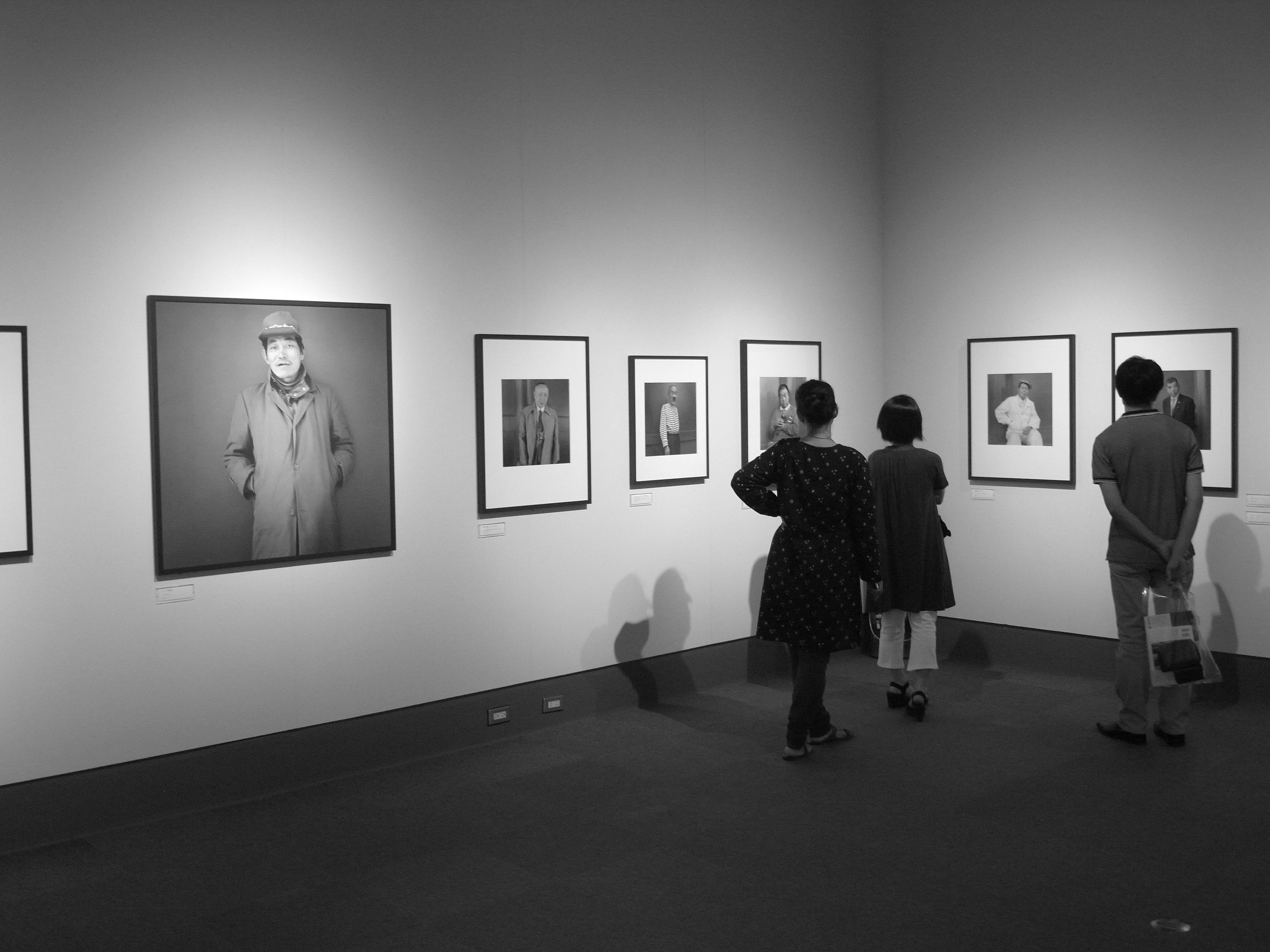
De tentoonstelling Tokyo Portraits van de Japanese fotograaf Hiroh Kikai (1945-2020).
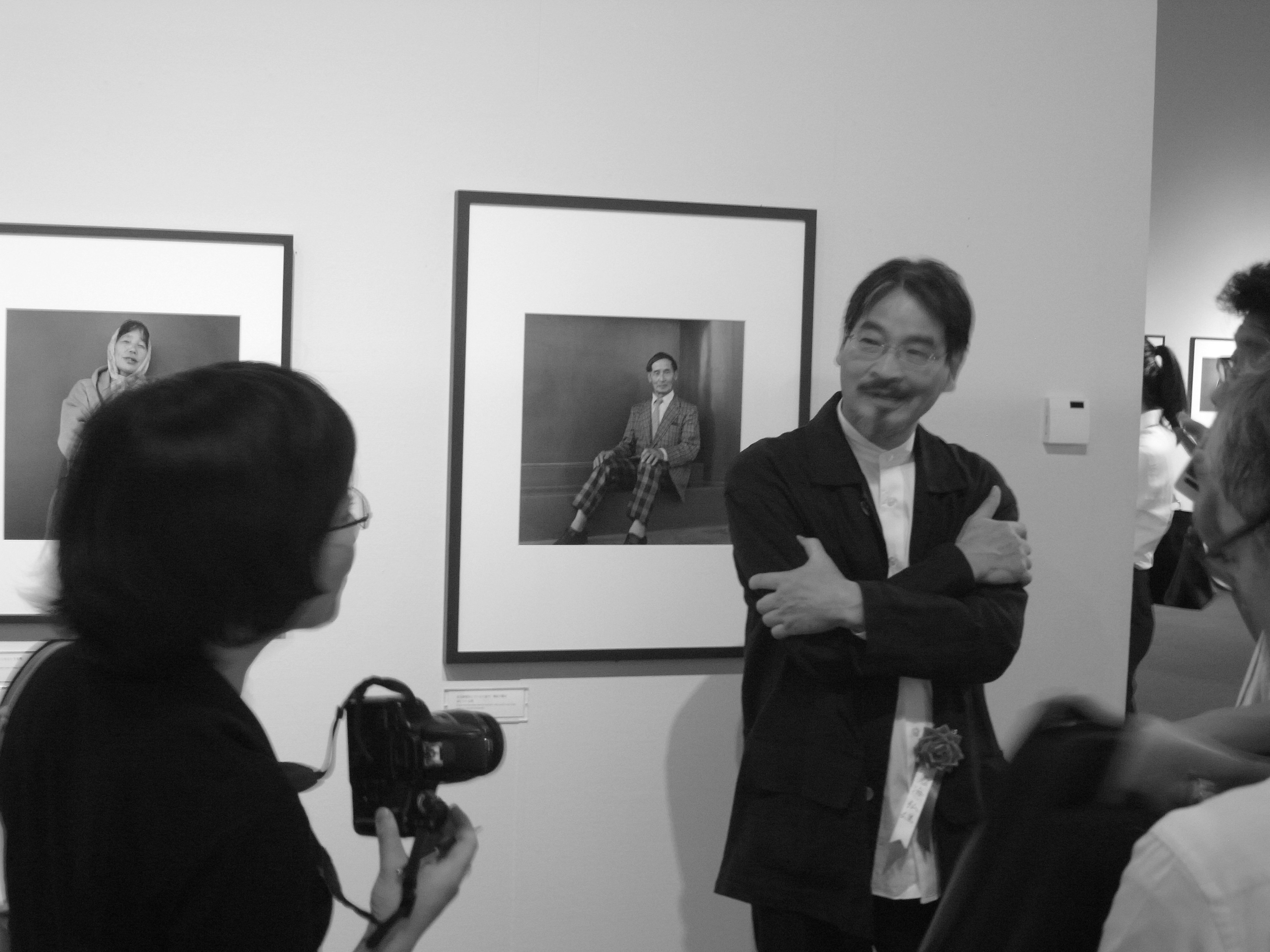
De Japanese fotograaf Hiroh Kikai (1945-2020) wordt geïnterviewd over zijn tentoonstelling Tokyo Portraits.